# Hajata Takudzsi
Hajata Takudzsi (早田 卓次; Hepburn: Hayata Takuji; Tanabe, 1940. október 10. –) kétszeres olimpiai bajnok japán szertornász. 2004-ben bekerült a Tornászok Nemzetközi Hírességeinek Csarnokába.

## Élete és pályafutása
Az 1964. évi nyári olimpiai játékokon csapatban és gyűrűn aranyérmet szerzett. Az 1970-es tornász-világbajnokságon bronzérmet szerzett nyújtón, csapatban pedig aranyérmet.
Később edző lett, ő készítette fel a japán csapatot az 1976. évi nyári olimpiai játékokra, valamint az 1978-as tornász-világbajnokságra. A Nihon Egyetemen a testnevelés professzora.

### Olimpiai szereplése
| 1964. évi nyári olimpiai játékok                                                      | 1964. évi nyári olimpiai játékok | 1964. évi nyári olimpiai játékok | 1964. évi nyári olimpiai játékok | 1964. évi nyári olimpiai játékok | 1964. évi nyári olimpiai játékok |
| Versenyző                                                                             | Versenyszám                      | Selejtező                        | Selejtező                        | Döntő                            | Döntő                            |
| Versenyző                                                                             | Versenyszám                      | Pontszám                         | Helyezés                         | Pontszám                         | Helyezés                         |
| ------------------------------------------------------------------------------------- | -------------------------------- | -------------------------------- | -------------------------------- | -------------------------------- | -------------------------------- |
| Hajata Takudzsi                                                                       | Talaj                            | 19,15                            | 7.                               | kiesett                          | kiesett                          |
| Hajata Takudzsi                                                                       | Ugrás                            | 19,15                            | 16.                              | kiesett                          | kiesett                          |
| Hajata Takudzsi                                                                       | Korlát                           | 19,15                            | 10.                              | kiesett                          | kiesett                          |
| Hajata Takudzsi                                                                       | Nyújtó                           | 19,10                            | 12.                              | kiesett                          | kiesett                          |
| Hajata Takudzsi                                                                       | Gyűrű                            | 19,45                            | 2.                               | 19,475                           |                                  |
| Hajata Takudzsi                                                                       | Lólengés                         | 18,90                            | 7.                               | kiesett                          | kiesett                          |
| Hajata Takudzsi                                                                       | Egyéni összetett                 |                                  |                                  | 114,90                           | 8.                               |
| Curumi Súdzsi Endó Jukio Hajata Takudzsi Jamasita Haruhiro Micukuri Takasi Ono Takasi | Csapat összetett                 |                                  |                                  | 577,95                           |                                  |